# (4700) Carusi
(4700) Carusi (1986 VV6) – planetoida z grupy pasa głównego asteroid okrążająca Słońce w ciągu 4,1 lat w średniej odległości 2,56 j.a. Odkryta 6 listopada 1986 roku.